# OwnCloud
ownCloud는 인터넷 기반 파일 저장(클라우드 스토리지)을 가능하게 하는 소프트웨어 묶음이다. ownCloud는 2010년 1월 KDE개발자인 Frank Karlitschek가 상용 클라우드 스토리지 업체를 대체할 수 있는 무료 대체품을 만들면서 시작되었다. 다른 상용 클라우드 스토리지와 다르게, ownCloud는 개인 서버에 아무런 비용없이 설치할 수 있으며 이 서비스를 제공하는 업체의 상용 서비스를 받을 수도 있다.
ownCloud는 PHP와 SQLite, MySQL이나 PostgreSQL 데이터베이스를 사용하며, 이로 인해 저것들을 지원하는 모든 시스템에 설치할 수 있다. 또한 웹 인터페이스에 기반을 두고 있어 서버 시스템의 운영 체제에 묶여있지 않으나, 파일 매니저나 그룹웨어 같은 네이티브 프로그램과의 상호작용을 통해 로컬 인터페이스와 더불어 파일과 데이터를 사용할 수 있다.

## 특징
- 편리한 디렉터리 구조 안에 파일 저장(WebDAV를 통함)
- 암호화 가능
- 일반 PC와 동기화 가능
- 달력 (CalDAV 사용)
- 일정 예정
- 주소록 (CardDAV 사용)
- Ampache를 사용한 음악 스트리밍
- OpenID나 LDAP를 사용한 사용자 및 그룹 관리
- 그룹이나 공개 URL로 파일 공유 가능1
- 구문 강조와 코드를 접을 수 있는 온라인 텍스트 에디터 제공
- 북마크 저장
- 사진 갤러리
- pdf.js를 사용한 PDF 뷰어
- odf 파일 뷰어
- 스마트폰 / 태블릿 애플리케이션 사용 가능(현재 iOS, 안드로이드 사용 가능)

## 같이 보기
- 클라우드 컴퓨팅